# Theotima modesta
Espèce
Synonymes
- Oonopinus modestus Chickering, 1951

Theotima modesta est une espèce d'araignées aranéomorphes de la famille des Ochyroceratidae.

## Distribution
Cette espèce est endémique du Panama.

## Description
La femelle holotype mesure 0,888 mm.

## Publication originale
- Chickering, 1951 : The Oonopidae of Panama. Bulletin of The Museum of Comparative Zoology, no 106, p. 207-245 (texte intégral).